# آرنو دمار
آرنو دمار (فرانسوی: Arnaud Démare‎؛ زادهٔ ۲۶ اوت ۱۹۹۱) دوچرخه‌سوار اهل فرانسه است.
از باشگاه‌هایی که در آن رکاب زده‌است می‌توان به تیم دوچرخه‌سواری اف‌دی‌جی، و تیم دوچرخه‌سواری اف‌دی‌جی، اشاره کرد.
وی در مسابقات کشوری و بین‌المللی در مجموع برندهٔ ۱ مدال طلا شده‌است.